# Liste der Biografien/Mant
Liste der Biografien |
Portal Biografien |
Personensuche
# |
A |
B |
C |
D |
E |
F |
G |
H |
I |
J |
K |
L |
M |
N |
O |
P |
Q |
R |
S |
T |
U |
V |
W |
X |
Y |
Z |
?
 
Ma |
Mb |
Mc |
Md |
Me |
Mf |
Mg |
Mh |
Mi |
Mj |
Mk |
Ml |
Mm |
Mn |
Mo |
Mp |
Mq |
Mr |
Ms |
Mt |
Mu |
Mv |
Mw |
Mx |
My |
Mz
 
Maa |
Mab |
Mac |
Mad |
Mae |
Maf |
Mag |
Mah |
Mai |
Maj |
Mak |
Mal |
Mam |
Man |
Mao |
Map |
Maq |
Mar |
Mas |
Mat |
Mau |
Mav |
Maw |
Max |
May |
Maz
 
Mana |
Manb |
Manc |
Mand |
Mane |
Manf |
Mang |
Manh |
Mani |
Manj |
Mank |
Manl |
Mann |
Mano |
Manp |
Manq |
Manr |
Mans |
Mant |
Manu |
Manv |
Manw |
Many |
Manz
Die Liste der Biografien führt alle Personen auf, die in der deutschsprachigen Wikipedia einen Artikel haben. Dieses ist eine Teilliste mit 244 Einträgen von Personen, deren Namen mit den Buchstaben „Mant“ beginnt.

## Mant

### Manta
- Manta, Abel (1888–1982), portugiesischer Maler
- Manta, Gheorghe (* 1935), rumänischer Politiker (PCR) und Botschafter
- Manta, Joana (* 1977), Schweizer Tennisspielerin
- Manta, João Abel (* 1928), portugiesischer Karikaturist, Maler, Keramikkünstler, Graphiker, Cartoonist
- Manta, Lorenzo (* 1974), Schweizer Tennisspieler
- Mantakas, Manolis (1889–1968), griechischer Politiker
- Mantalos, Petros (* 1991), griechischer Fußballspieler
- Mantashe, Gwede (* 1955), südafrikanischer Politiker und Gewerkschafter
- Mantau, Udo (* 1950), deutscher Volkswirt, Marktforscher und Hochschullehrer

### Mantc
- Mantchev, Preslav (* 1974), bulgarischer Balletttänzer und Choreograph

### Mante
- Mante, Gabriel Akwasi Abiabo (* 1947), ghanaischer Geistliche und Bischof von Jasikan
- Mante, Harald (* 1936), deutscher Fotodesigner
- Mante, Julius (1841–1907), deutscher Porträt- und Genremaler
- Mante, Louis Amédée (1826–1913), französischer Fotograf
- Mante, Winfried (* 1948), deutscher Politiker (SPD), MdB
- Manteau, Angèle (1911–2008), belgische Verlegerin und Übersetzerin
- Manteau, Valérie (* 1985), französische Journalistin und Schriftstellerin
- Manteca, Albert (* 1988), spanischer Fußballspieler
- Mantecón, Sergio (* 1984), spanischer Mountainbike- und Straßenradrennfahrer
- Mantee, Paul (1931–2013), US-amerikanischer Schauspieler und Roman-Autor
- Mantega, Guido (* 1949), italo-brasilianischer Politiker und Wirtschaftswissenschaftler
- Mantegazza, Cristoforo († 1481), italienischer Bildhauer der Renaissance
- Mantegazza, Paolo (1831–1910), italienischer Neurologe, Physiologe und Anthropologe
- Mantegazza, Sergio (1927–2024), schweizerischer Unternehmer
- Mantegazza, Virgilio (1889–1928), italienischer Degenfechter
- Mantegazza, Walter (1952–2006), uruguayischer Fußballspieler
- Mantegazzi, Gian Battista (1889–1958), Schweizer Komponist und Dirigent
- Mantegna, Andrea (1431–1506), italienischer Maler und Kupferstecher
- Mantegna, Gia (* 1990), US-amerikanische Schauspielerin
- Mantegna, Joe (* 1947), US-amerikanischer Schauspieler und RegisseurJoe Mantegna (* 1947)

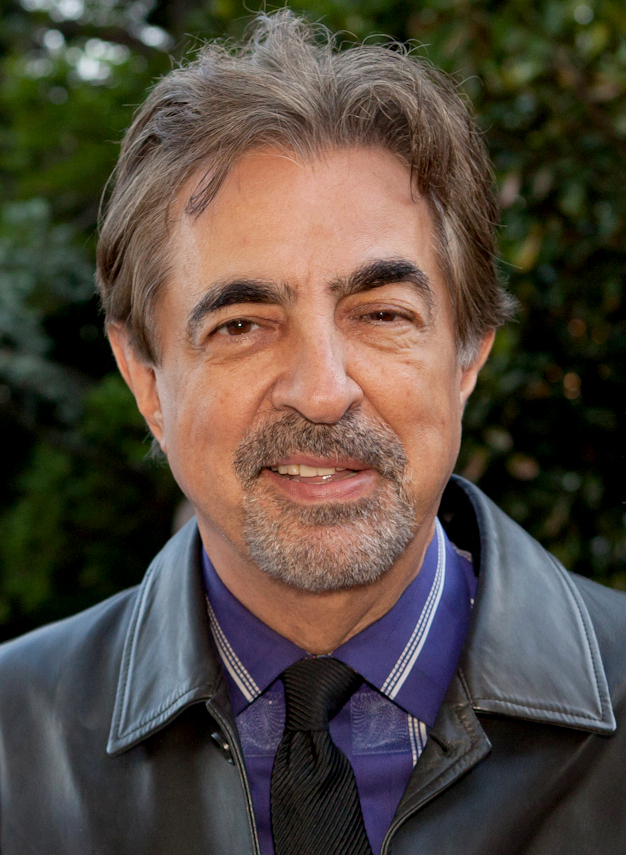
Joe Mantegna (* 1947)

- Mantehwa Lahmsombat (* 1981), thailändischer Fußballspieler
- Mantei, Matthias (* 1973), deutscher Finanzwirt und Politiker (CDU), MdL
- Mantei, Simon (* 1984), deutscher Film- und Theaterschauspieler
- Manteiro, Gregorius (1924–1997), indonesischer Ordensgeistlicher, Erzbischof von Kupang
- Mantek, Frank (* 1959), deutscher Gewichtheber
- Mantel, Bettina (* 1966), deutsche Fußballspielerin
- Mantel, Ernst (1897–1971), deutscher Bundesrichter, Untersuchungsrichter am Volksgerichtshof, Generalrichter am Reichskriegsgericht
- Mantel, Ernst (* 1956), deutscher Kabarettist und Musiker
- Mantel, Gerhard (1930–2012), deutscher Cellist, Lehrbuchautor und Hochschullehrer
- Mantel, Hilary (1952–2022), britische SchriftstellerinHilary Mantel (1952–2022)

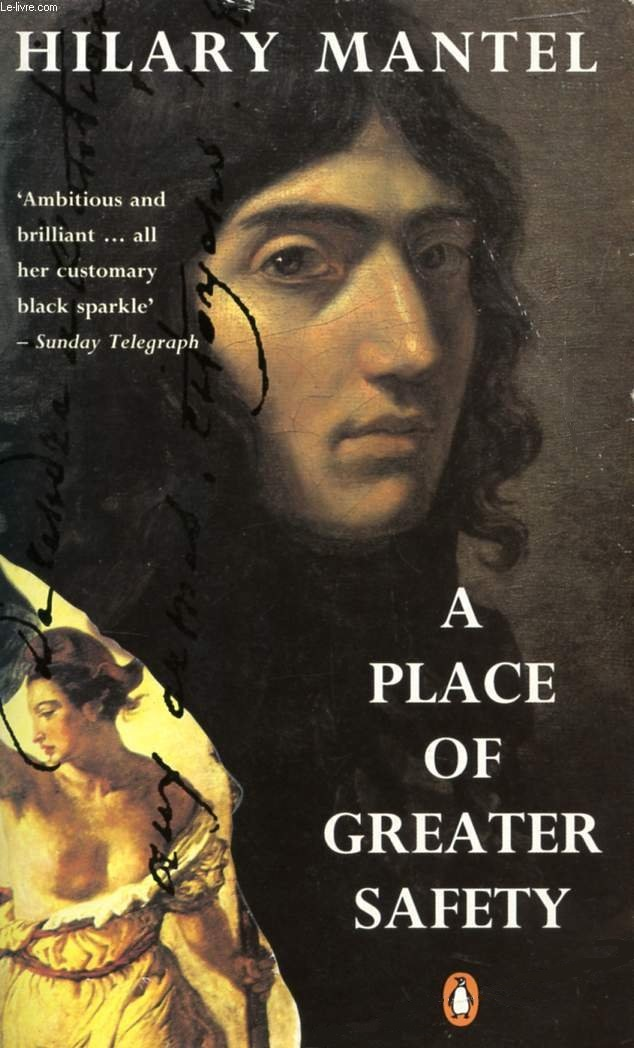
Hilary Mantel (1952–2022)

- Mantel, Hugo (1907–1942), deutscher Fußballspieler
- Mantel, Johann I. († 1530), deutscher reformierter Theologe und Reformator
- Mantel, Johann II., lutherischer Theologe und Reformator
- Mantel, Joseph Nikolaus von (1800–1872), Forstmann und Leiter der bayerischen Forstverwaltung
- Mantel, Julia (* 1974), deutsche Lyrikerin
- Mantel, Karl (1869–1929), Münchner Polizeipräsident
- Mantel, Kurt (1905–1982), deutscher Forst- und Rechtswissenschaftler, Historiker, Ökonom und Politologe
- Mantel, Lukas (* 1982), Schweizer Jazzmusiker (Schlagzeug, Komposition)
- Mantel, Nathan (1919–2002), US-amerikanischer Biometriker
- Mantel, Sebastian (1792–1860), deutscher Forstmann
- Mantel, Theodor (* 1942), deutscher Tierarzt
- Mantel, Wilhelm (1904–1983), deutscher Forstbeamter, Forstwissenschaftler und Sachbuchautor
- Mäntele, Werner (* 1952), deutscher Biophysiker und Hochschullehrer
- Mantelet, Charles (1894–1955), französischer Radrennfahrer
- Mantelet, Jean (1900–1991), französischer Unternehmer
- Mantell, Gideon (1790–1852), britischer Arzt, Geologe und Paläontologe
- Mantell, Joe (1915–2010), US-amerikanischer Schauspieler
- Mantell, John Iles (1813–1893), britischer Anwalt und Richter
- Mantell, Jürgen (* 1944), deutscher Politiker (SPD), Verwaltungsbeamter und Sportfunktionär
- Mantell, Thomas (1922–1948), US-amerikanischer Pilot der United States Air Force
- Mantello, Frank A. C. (* 1945), kanadischer Latinist
- Mantello, Joe (* 1962), US-amerikanischer Schauspieler und Regisseur
- Mantels, Michael († 1747), hannoverscher Gymnasiallehrer, Konrektor und Autor
- Mantels, Wilhelm (1816–1879), deutscher Pädagoge, Historiker und Bibliothekar
- Mantenuto, Daniel (* 1997), italo-kanadischer Eishockeyspieler
- Mantere, Oskari (1874–1942), finnischer Politiker, Mitglied des Reichstags und Ministerpräsident
- Manterola, Javier (1936–2024), spanischer Bauingenieur und Hochschullehrer
- Manterola, Ugazi (* 2004), spanische Handballspielerin
- Mantese, Mario (* 1951), Schweizer Musiker
- Manteufel, Paul (1879–1941), deutscher Hygieniker, Bakteriologe und Tropenarzt
- Manteuffel, Arthur von (1815–1893), preußischer Rittergutsbesitzer und Politiker, MdH
- Manteuffel, August von (1765–1842), königlich-sächsischer Wirklicher Geheimer Rat, Konferenzminister und Gesandter am Bundestag
- Manteuffel, Christoph von (1622–1688), württembergischer Oberhofmarschall und Obervogt zu Marbach
- Manteuffel, Eckhard von (1442–1515), Herzoglicher Rat in Pommern
- Manteuffel, Edwin von (1809–1885), preußischer GeneralfeldmarschallEdwin von Manteuffel (1809–1885)

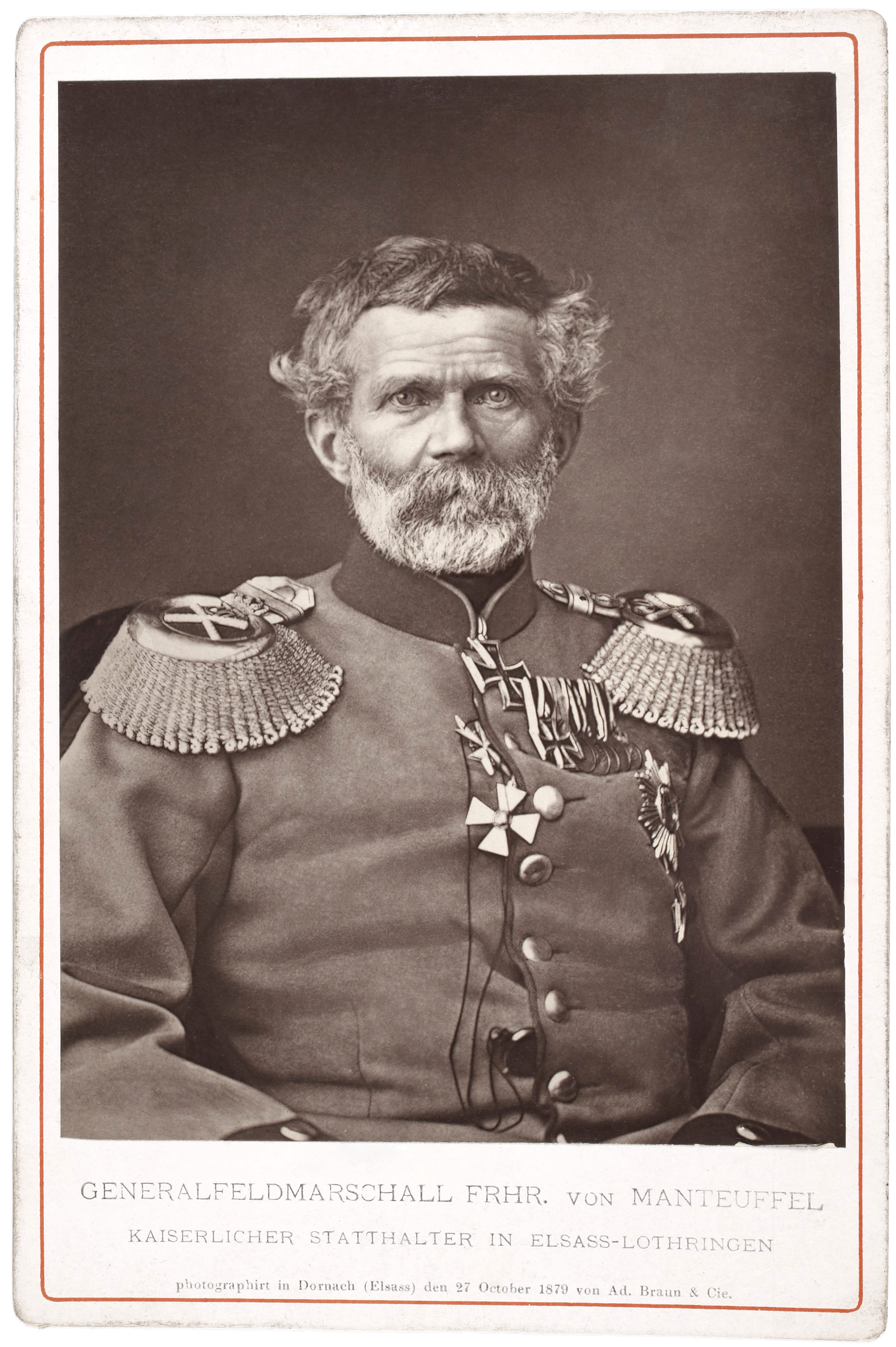
Edwin von Manteuffel (1809–1885)

- Manteuffel, Else von (1848–1921), deutsche Schriftstellerin und Übersetzerin
- Manteuffel, Ernst Christoph von (1676–1749), sächsischer Gesandter und Kabinettsminister
- Manteuffel, Felix von (* 1945), deutscher Schauspieler
- Manteuffel, Florian von (* 1973), deutsch-schweizerischer Schauspieler und Hörspielsprecher
- Manteuffel, Franz Christoph von (1701–1759), preußischer Oberst und Regimentschef
- Manteuffel, Franz Josef von (1663–1727), kurbayerischer Kämmerer
- Manteuffel, Fritz (1875–1941), deutscher Turner
- Manteuffel, Gotthard Johann Graf (1771–1813), russischer Generalmajor in den Koalitionskriegen
- Manteuffel, Gottlieb Joseph von (1736–1822), Kämmerer
- Manteuffel, Günther von (1891–1962), deutscher Generalmajor
- Manteuffel, Hans (1879–1963), deutscher Architekt
- Manteuffel, Hans Carl Erdmann von (1773–1844), preußischer Oberlandesgerichtspräsident
- Manteuffel, Hans Ernst von (1799–1872), deutscher Forstmann
- Manteuffel, Hasso von (1897–1978), deutscher Offizier und Politiker (FDP, FVP, DP), MdBHasso von Manteuffel (1897–1978)

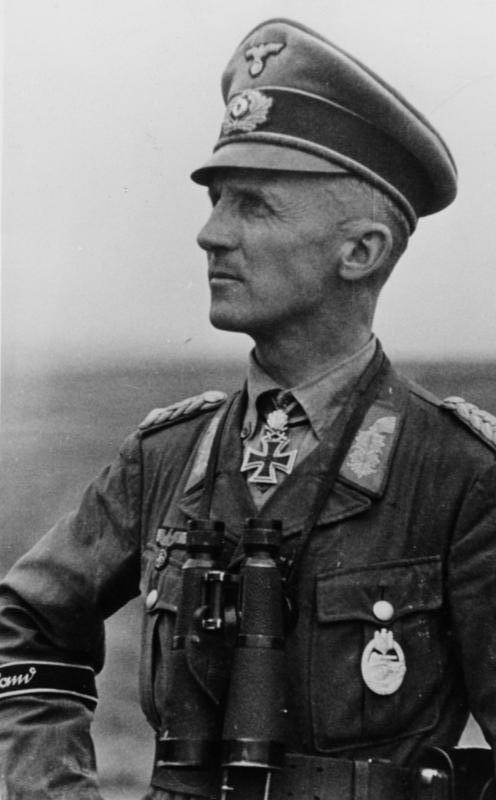
Hasso von Manteuffel (1897–1978)

- Manteuffel, Heinrich von (1696–1778), preußischer Generalleutnant
- Manteuffel, Heinrich von (1833–1900), deutscher Landrat und Politiker, MdR
- Manteuffel, Jakob von (1607–1661), Brandenburger Obrist im Dreißigjährigen Krieg
- Manteuffel, Joachim von (1877–1948), deutscher Jurist, Ministerialbeamter und Landrat
- Manteuffel, Karl (1924–2014), deutscher Mathematiker und Hochschullehrer
- Manteuffel, Karl Georg von (1846–1895), kurländischer Rittergutsbesitzer und Politiker
- Manteuffel, Karl Otto von (1806–1879), preußischer Beamter, Landwirtschaftsminister und Abgeordneter
- Manteuffel, Kurt von (1853–1922), preußischer General der Infanterie
- Manteuffel, Michael von († 1625), kurländischer Kanzler und herzoglicher Rat
- Manteuffel, Nikolaus von (1870–1933), kurländischer Rittergutsbesitzer und Politiker
- Manteuffel, Otto Theodor von (1805–1882), preußischer PolitikerOtto Theodor von Manteuffel (1805–1882)

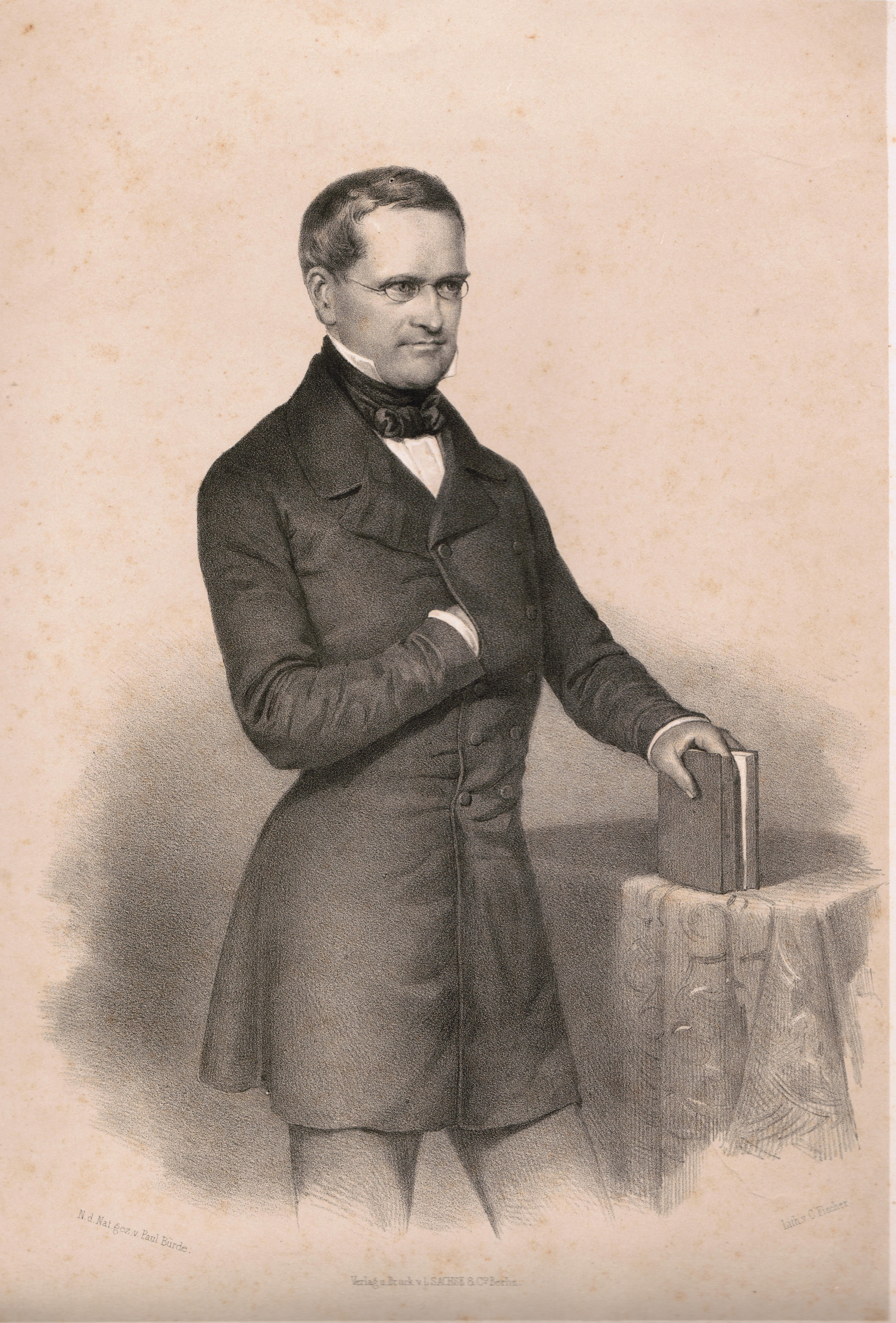
Otto Theodor von Manteuffel (1805–1882)

- Manteuffel, Otto von (1844–1913), deutscher Gutsbesitzer und Politiker, MdR
- Manteuffel, Paul Anton von (1707–1773), preußischer Oberst und Kommandeur eines Grenadierbataillons
- Manteuffel, Peter August Friedrich von (1768–1842), deutschbaltischer Adliger und Literat
- Manteuffel, Rudolf von (1817–1903), preußischer Generalleutnant und Kommandeur der 6. Division
- Manteuffel, Scholastica von (1630–1692), Adelige, Benediktinerin, Äbtissin der Klöster Rupertsberg und Eibingen
- Manteuffel-Arnhausen, Erasmus von († 1544), Bischof von Cammin
- Manteuffel-Kiełpiński, Matthias Joachim Ernst, polnischer Generalmajor in niederländischen Diensten
- Manteuffel-Szoege, Carl (1872–1948), deutscher Autor und deutsch-baltischer Gutsherr in Kurland, Kreismarschall in Hasenpoth
- Manteuffel-Szoege, Eberhard von (1590–1637), böhmischer Freiherr, kaiserlicher Oberst, Mitglied der Fruchtbringenden Gesellschaft
- Manteuffel-Szoege, Georg Baron (1889–1962), deutscher Politiker (CSU), MdB, Präsident des Bundes der Vertriebenen
- Manteuffel-Szoege, Hans von (1894–1919), deutsch-baltischer OffizierHans von Manteuffel-Szoege (1894–1919)

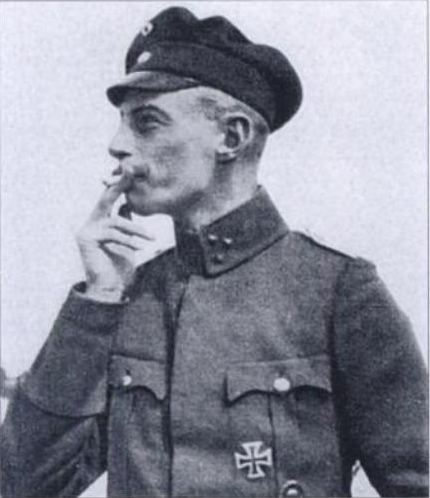
Hans von Manteuffel-Szoege (1894–1919)

- Mantey von Dittmer, Georg Friedrich (1800–1840), deutscher Kapellmeister und Komponist
- Mantey, Eberhard von (1835–1902), preußischer General der Infanterie
- Mantey, Eberhard von (1869–1940), deutscher Vizeadmiral, Leiter des Marinearchivs
- Mantey, Helmut von (1907–1993), deutscher Seeoffizier, zuletzt Kapitän zur See der Bundesmarine
- Mantey, Holger, deutscher Pianist
- Mantey-Berg, Betina (* 1977), dänische Judoka

### Manth
- Mantha, Anthony (* 1994), kanadischer Eishockeyspieler
- Mantha, Georges (1908–1990), kanadischer Eishockeyspieler und -trainer
- Mantha, Jori (* 1992), kanadischer Volleyballspieler
- Mantha, Sylvio (1902–1974), kanadischer Eishockeyspieler und -trainer
- Manthatulat (1772–1837), König von Luang Phrabang
- Manthe, Albert (1847–1929), deutscher Bildhauer
- Manthe, Ulrich (* 1947), deutscher Rechtswissenschaftler und Hochschullehrer
- Manthe, Uwe (* 1964), deutscher Physiker, Chemiker und Professor für Theoretische Chemie
- Manthei, Aurel (* 1974), deutscher SchauspielerAurel Manthei (* 1974)

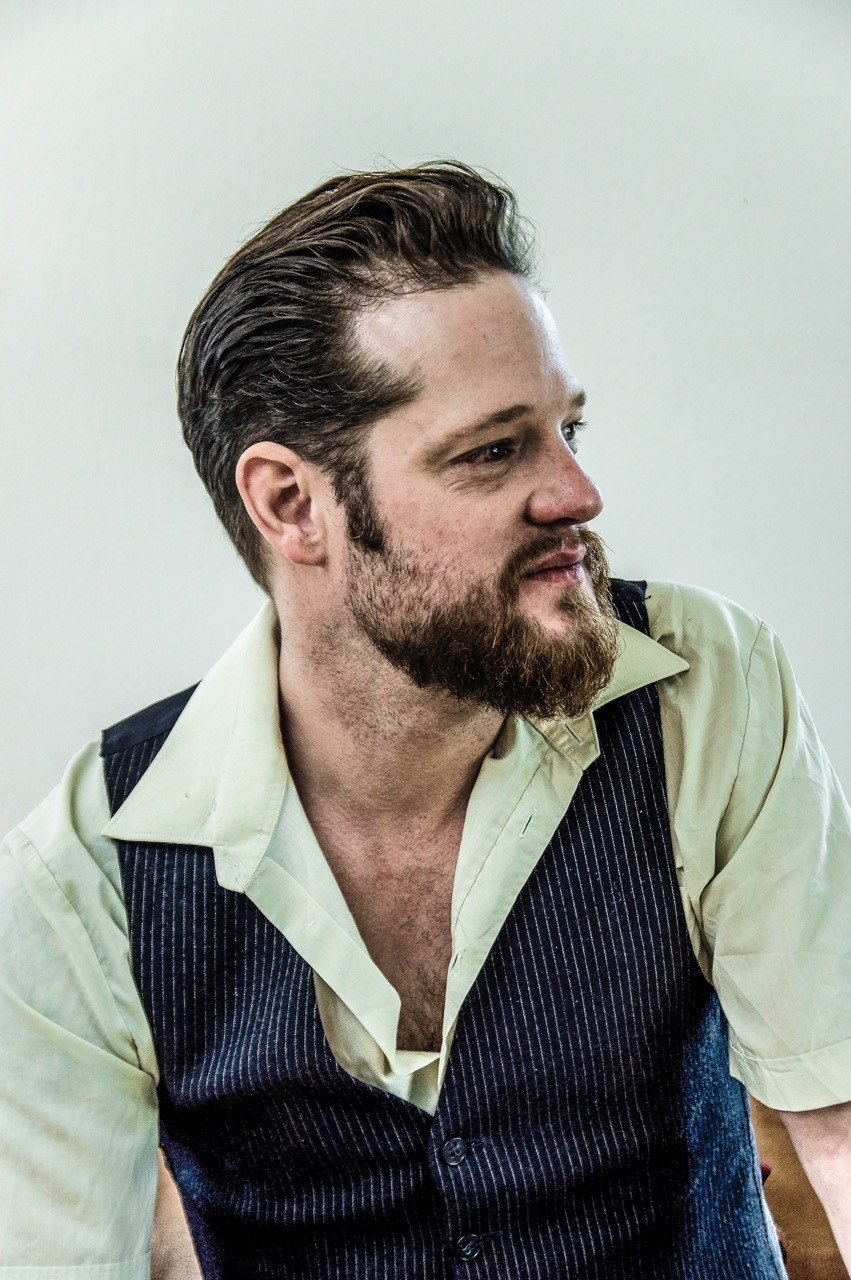
Aurel Manthei (* 1974)

- Manthei, Holly (* 1976), US-amerikanische Fußballspielerin
- Manthei, Matthias (* 1972), deutscher Jurist und Politiker (AfD)
- Manthey, Arno (1888–1941), deutscher Politiker (NSDAP), MdR
- Manthey, Axel (1945–1995), deutscher Bühnenbildner, Kostümbildner und Regisseur
- Manthey, Felix (1898–1971), deutscher Radrennfahrer
- Manthey, Franz (1904–1971), deutscher katholischer Theologe
- Manthey, Heidi (* 1929), deutsche Keramikerin und Malerin
- Manthey, Jerri (* 1970), US-amerikanische Schauspielerin und Reality-TV Teilnehmerin
- Manthey, Johannes (* 1914), deutscher Fußballspieler und -trainer
- Manthey, Jürgen (1932–2018), deutscher Autor, Literaturwissenschaftler, Lektor und Übersetzer
- Manthey, Konrad (1928–2010), deutscher General
- Manthey, Kurt (* 1927), deutscher Fußballspieler
- Manthey, Lorenz (* 1983), deutscher Basketballspieler
- Manthey, Olaf (* 1955), deutscher Tourenwagenfahrer
- Manthey, Siegfried (* 1932), deutscher Fußballspieler
- Manthey, Ulrich, deutscher Gymnasiallehrer, Sammler regional-historischer Dokumente, Heimatforscher und Publizist
- Manthopoulou, Lida Maria (* 2005), griechische Para-Leichtathletin
- Manthos, Anastasios, griechischer Mediziner und Embryologe

### Manti
- Mantia, Bryan (* 1963), US-amerikanischer SchlagzeugerBryan Mantia (* 1963)

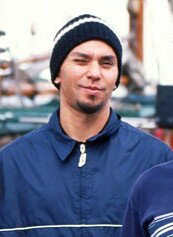
Bryan Mantia (* 1963)

- Mantia, Joey (* 1986), US-amerikanischer Speedskater
- Mantica, Francesco (1534–1614), italienischer Jurist und Kardinal
- Mantica, Francesco (1727–1802), italienischer Kardinal
- Mantikas, Christos (1902–1960), griechischer Hürdenläufer und Sprinter
- Mantila, Auli (* 1964), finnische Filmregisseurin, Drehbuchautorin und Schriftstellerin
- Mantila, Jari (* 1971), finnischer Nordischer Kombinierer
- Mantilla Duarte, Ramón (1925–2009), kolumbianischer Geistlicher und Bischof
- Mantilla, Félix (* 1974), spanischer TennisspielerFélix Mantilla (* 1974)

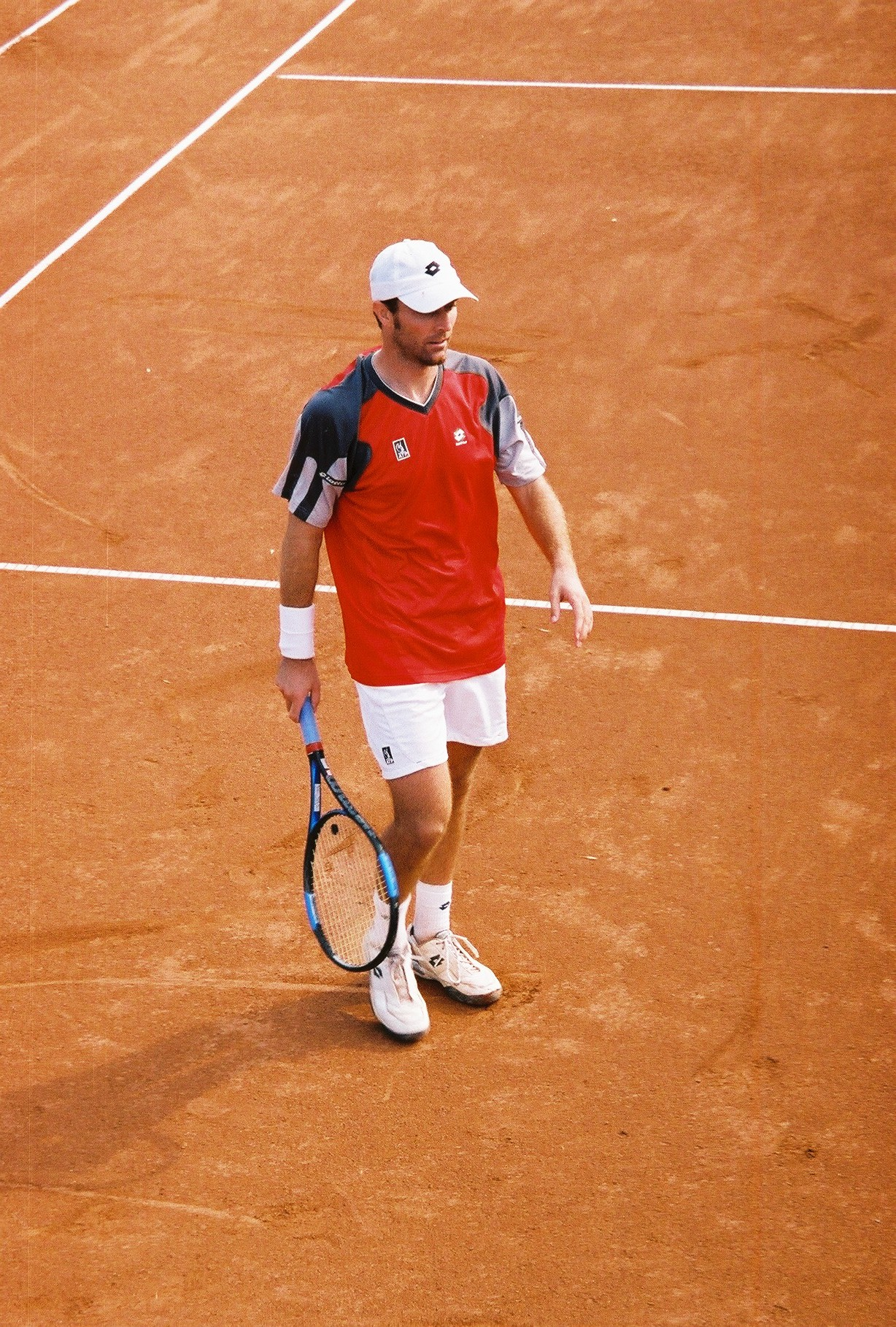
Félix Mantilla (* 1974)

- Mantilla, Manuel (* 1973), kubanischer Boxer
- Mantilla, María Julia (* 1984), peruanisches Model und Miss World 2004
- Mantilla, Ray (1934–2020), US-amerikanischer Schlagzeuger und Perkussionist
- Mantilla, Rosmit (* 1982), venezolanischer Politiker
- Mantis, Panagiotis (* 1981), griechischer Segler
- Mantius, Eduard (1806–1874), deutscher Opernsänger (Tenor) Komponist und Gesangspädagoge
- Mantius, Ernst (1838–1897), deutscher Politiker und Bürgermeister der Stadt Bergedorf
- Mantius, Georg (1870–1924), deutscher Jurist und Politiker

### Mantk
- Mantke, Joseph (* 1866), deutscher Lehrer und Politiker (Zentrum), MdL
- Mantke, René, deutscher Arzt und Hochschullehrer

### Mantl
- Mantl, Heinz A. E. (1921–1989), österreichischer Sammler und Museumsgründer
- Mantl, Josef (* 1977), österreichischer Politiker (ÖVP)
- Mantl, Nico (* 2000), deutscher Fußballspieler
- Mantl, Wolfgang (1939–2022), österreichischer Politikwissenschaftler und Jurist
- Mantle, Clive (* 1957), britischer Schauspieler
- Mantle, Lee (1851–1934), US-amerikanischer Politiker britischer Herkunft
- Mantle, Mickey (1931–1995), US-amerikanischer BaseballspielerMickey Mantle (1931–1995)

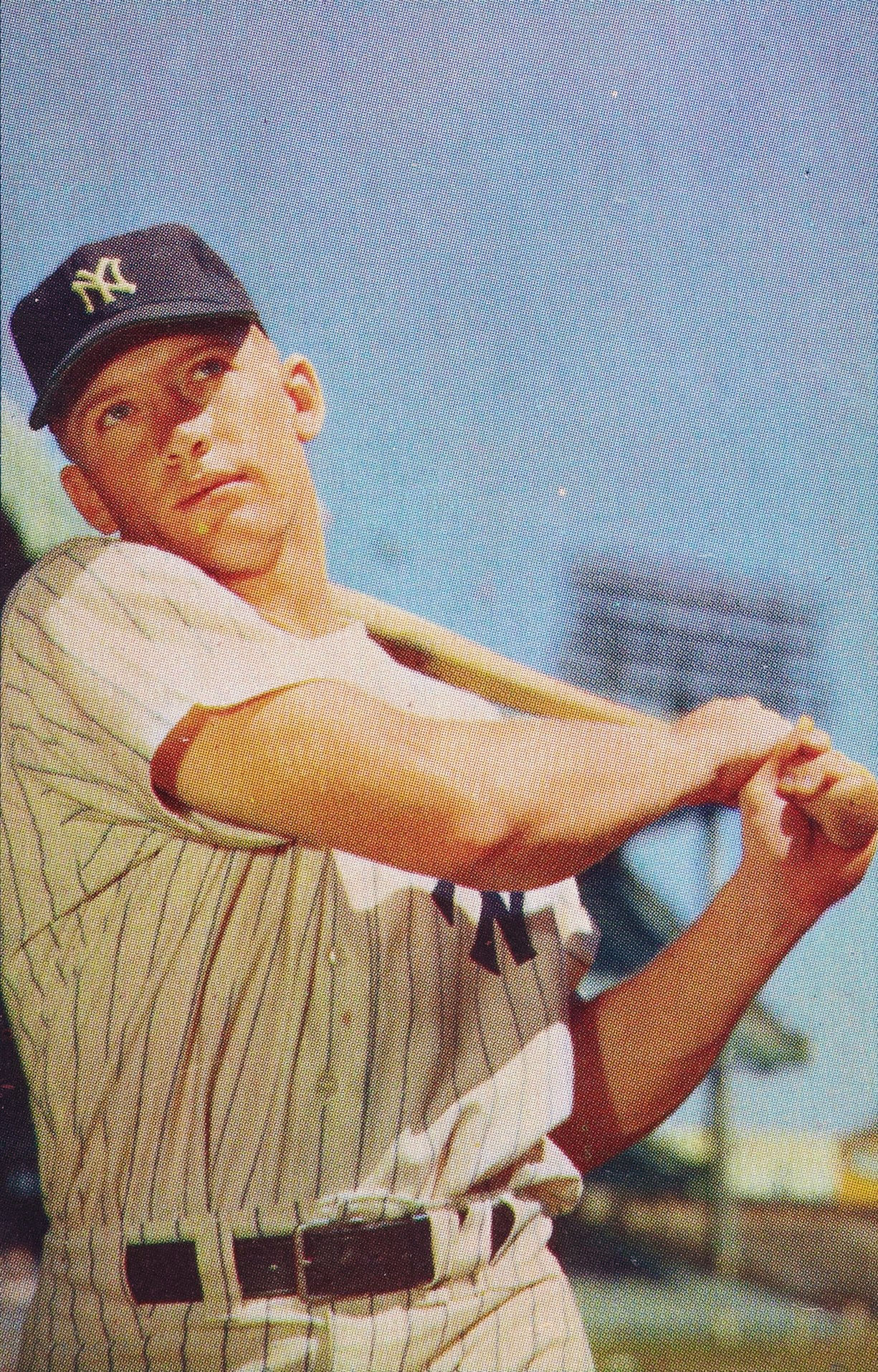
Mickey Mantle (1931–1995)

- Mantler, Karen (* 1966), US-amerikanische Jazzmusikerin
- Mantler, Karl (1890–1965), österreichischer Gewerkschaftsfunktionär, Widerstandskämpfer und Politiker (SPÖ), Mitglied des Bundesrates
- Mantler, Lena (* 2002), deutsche Webvideoproduzentin und Influencerin
- Mantler, Leopold (1919–2011), österreichischer Landwirt und Politiker (ÖVP), Landtagsabgeordneter, Mitglied des Bundesrates
- Mantler, Lisa (* 2002), deutsche Webvideoproduzentin und Influencerin
- Mantler, Ludwig (1861–1936), österreichisch-böhmischer Theaterschauspieler und Sänger
- Mantler, Michael (* 1943), österreichischer Jazz-Trompeter, Komponist, Bandleader und Produzent
- Mantler, Otto (1880–1957), deutscher Verwaltungsjurist und Bezirksoberamtmann
- Mantley, John (1920–2003), kanadischer Schauspieler, Autor und Produzent

### Manto
- Manto, Saadat Hasan (1912–1955), indisch-pakistanischer Autor und Drehbuchautor
- Mantock, Madeleine (* 1990), britische Schauspielerin
- Mantois, Édouard (1848–1900), französischer Segler
- Manton, Garth (1929–2024), australischer Ruderer
- Manton, Irene (1904–1988), britische Botanikerin
- Manton, Nicholas (* 1952), britischer Physiker und Mathematiker
- Manton, Sidnie (1902–1979), britische Zoologin
- Manton, Thomas J. (1932–2006), US-amerikanischer Politiker
- Mantooth, Frank (1947–2004), US-amerikanischer Jazz-Arrangeur, Pianist, Komponist und Hochschullehrer
- Mantooth, Randolph (* 1945), US-amerikanischer Schauspieler
- Mantorras (* 1982), angolanischer Fußballspieler
- Mantoux, Charles (1877–1947), französischer Arzt
- Mantoux, Christophe (* 1961), französischer Organist
- Mantovani (1905–1980), italienischer OrchesterleiterMantovani (1905–1980)

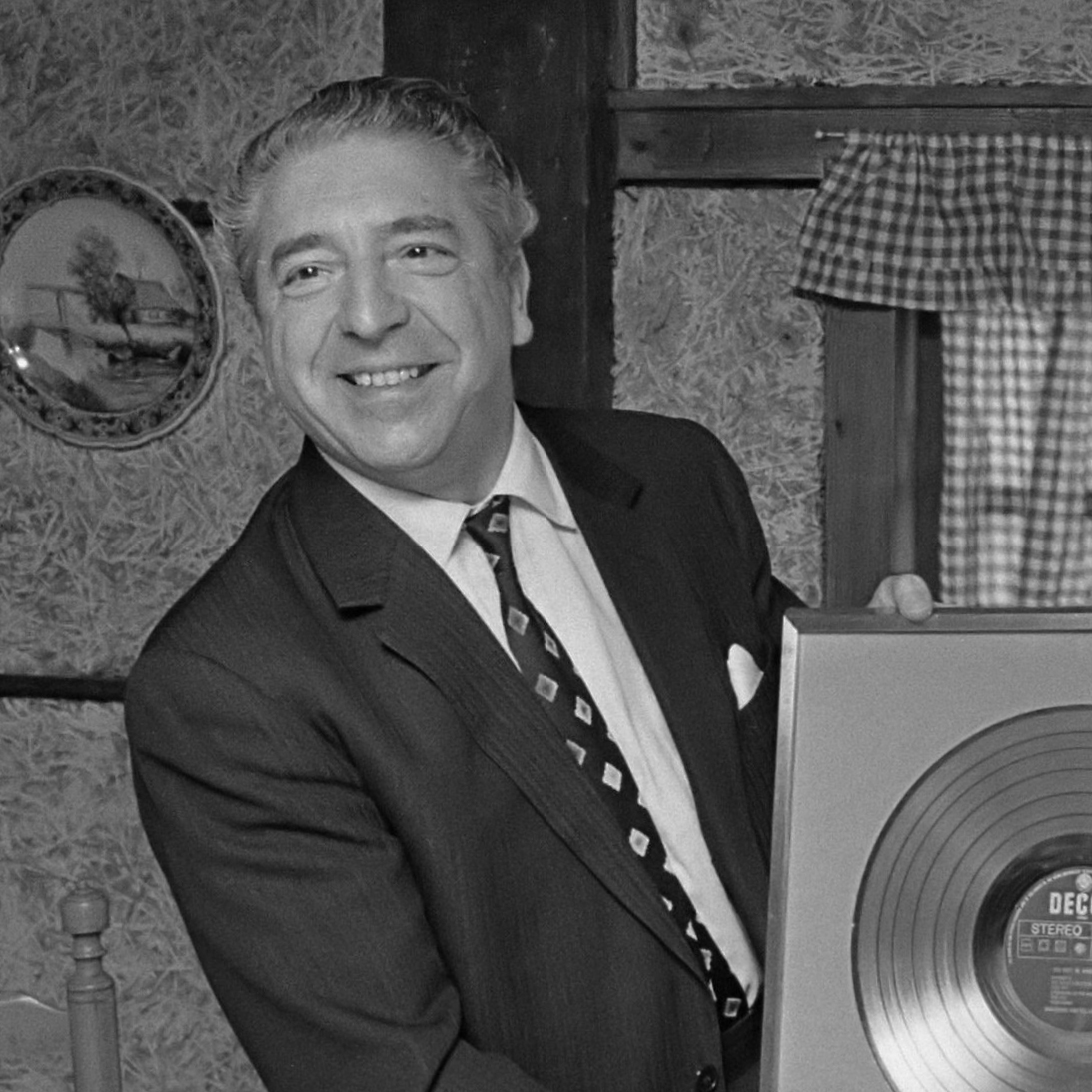
Mantovani (1905–1980)

- Mantovani, Alberto (* 1948), italienischer Mediziner (Onkologie, Immunologie)
- Mantovani, Andrea (* 1984), italienischer Fußballspieler
- Mantovani, Andrea (* 1994), italienischer Motorradrennfahrer
- Mantovani, Bráulio (* 1963), brasilianischer Drehbuchautor
- Mantovani, Bruno (* 1974), französischer Komponist
- Mantovani, Cencio (1941–1989), italienischer Radrennfahrer
- Mantovani, Dario (* 1961), italienischer Rechtshistoriker
- Mantovani, Ennio (* 1932), italienischer Geistlicher und Ethnologe
- Mantovani, Giovanni (* 1955), italienischer Radrennfahrer
- Mantovani, Maria Domenica (1862–1934), italienische römisch-katholische Ordensfrau und Ordensgründerin, Heilige
- Mantovani, Mauro (* 1966), italienischer Ordensgeistlicher
- Mantovani, Mauro Edgardo (* 1963), Schweizer Historiker und Strategieexperte
- Mantovani, Roberto (1854–1933), italienischer Geowissenschaftler und Violinist
- Mantovani, Sergio (1929–2001), italienischer Automobilrennfahrer
- Mantovanis, Paulos (1945–2011), zypriotisch-orthodoxer Geistlicher und Metropolit Paulos von Kyrenia
- Mantovano, Battista (1447–1516), italienischer Dichter, Humanist und Karmilitermönch

### Mantr
- Mantronik, Kurtis (* 1965), Musikproduzent, DJ und Remixer

### Mants
- Mantscheff, Heta (* 1948), deutsche Casting-Agentin und Schauspielerin
- Mantschew, Nikolaj (* 1985), bulgarischer Fußballspieler
- Mantschew, Wladimir (* 1977), bulgarischer Fußballspieler
- ’Mantšebo (1902–1964), Regentin der Basotho in Basutoland

### Mantt
- Mänttäri, Marko Juhani (* 1980), finnischer Biathlet und Skilangläufer

### Mantu
- Mantu, Eugen (* 1961), rumänisch-deutscher Cellist
- Mantua, John (* 1992), philippinischer Leichtathlet
- Mantuan, Gustavo (* 2001), brasilianischer Fußballspieler
- Manturow, Denis Walentinowitsch (* 1969), russischer Politiker
- Manturzewski, Stanisław (1928–2014), polnischer Schauspieler, Drehbuchautor und Regisseur

### Mantw
- Mantwill, Fabia (* 1993), deutsche Jazzmusikerin (Saxophon, Gesang, Komposition)

### Manty
- Mäntyjärvi, Jaakko (* 1963), finnischer KomponistJaakko Mäntyjärvi (* 1963)

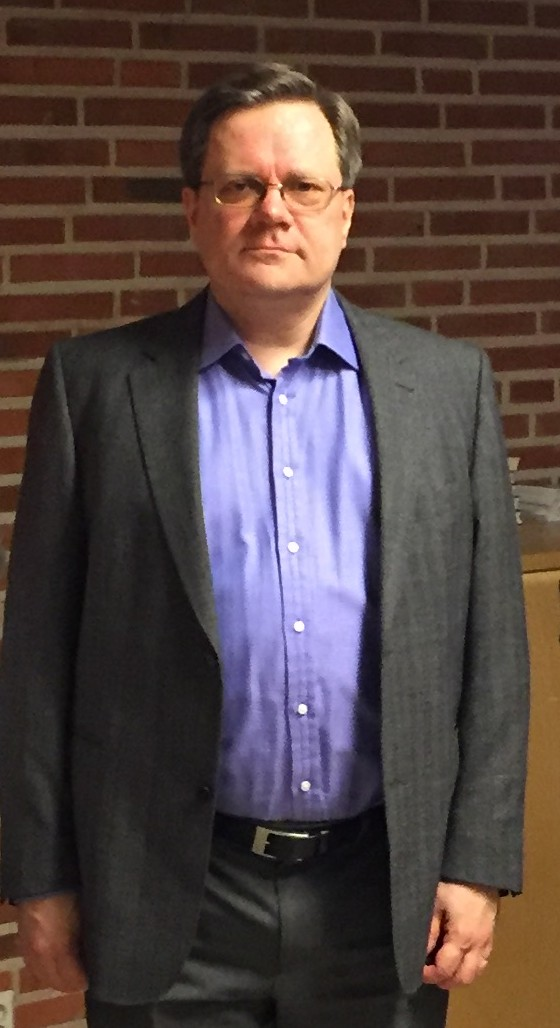
Jaakko Mäntyjärvi (* 1963)

- Mäntylä, Hanna (* 1974), finnische Politikerin
- Mäntylä, Santeri Helinheimo, finnischer Schauspieler
- Mäntylä, Tero (* 1991), finnischer Fußballspieler
- Mäntylä, Tuukka (* 1981), finnischer Eishockeyspieler
- Mäntyranta, Eero (1937–2013), finnischer Skilangläufer
- Mäntysaari, Teemu (* 1987), finnischer Gitarrist

### Mantz
- Mantz, Chantal (* 1996), deutsche Tischtennisspielerin
- Mantz, Hans (1872–1938), deutscher Beamter und Politiker, Oberbürgermeister von Ravensburg
- Mäntz, Johann Ulrich (1678–1755), deutscher Hofbüchsenmacher
- Mantz, Johnny (1918–1972), US-amerikanischer Rennfahrer
- Mantz, Paul (1903–1965), US-amerikanischer Pilot
- Mantz, Werner (1901–1983), deutsch-niederländischer Fotograf
- Mantzaris, Vangelis (* 1990), griechischer Basketballspieler
- Mantzaros, Nikolaos (1795–1872), griechischer Komponist und Musikpädagoge
- Mantzavinos, Chrysostomos (* 1968), griechischer Sozialwissenschaftler und Hochschullehrer
- Mantzel, Ernst Johann Friedrich (1699–1768), deutscher Theologe, Rechtswissenschaftler und Hochschullehrer
- Mantzel, Ernst Johann Friedrich (1748–1806), deutscher Jurist
- Mantzel, Johann (1643–1716), deutscher evangelischer Theologe, Philologe und Pädagoge
- Mantzel, Otto (1882–1968), deutscher Bildhauer
- Mantzios, Evangelos (* 1983), griechischer Fußballspieler
- Mantzoukas, Jason (* 1972), US-amerikanischer Schauspieler, Synchronsprecher, Komiker und DrehbuchautorJason Mantzoukas (* 1972)

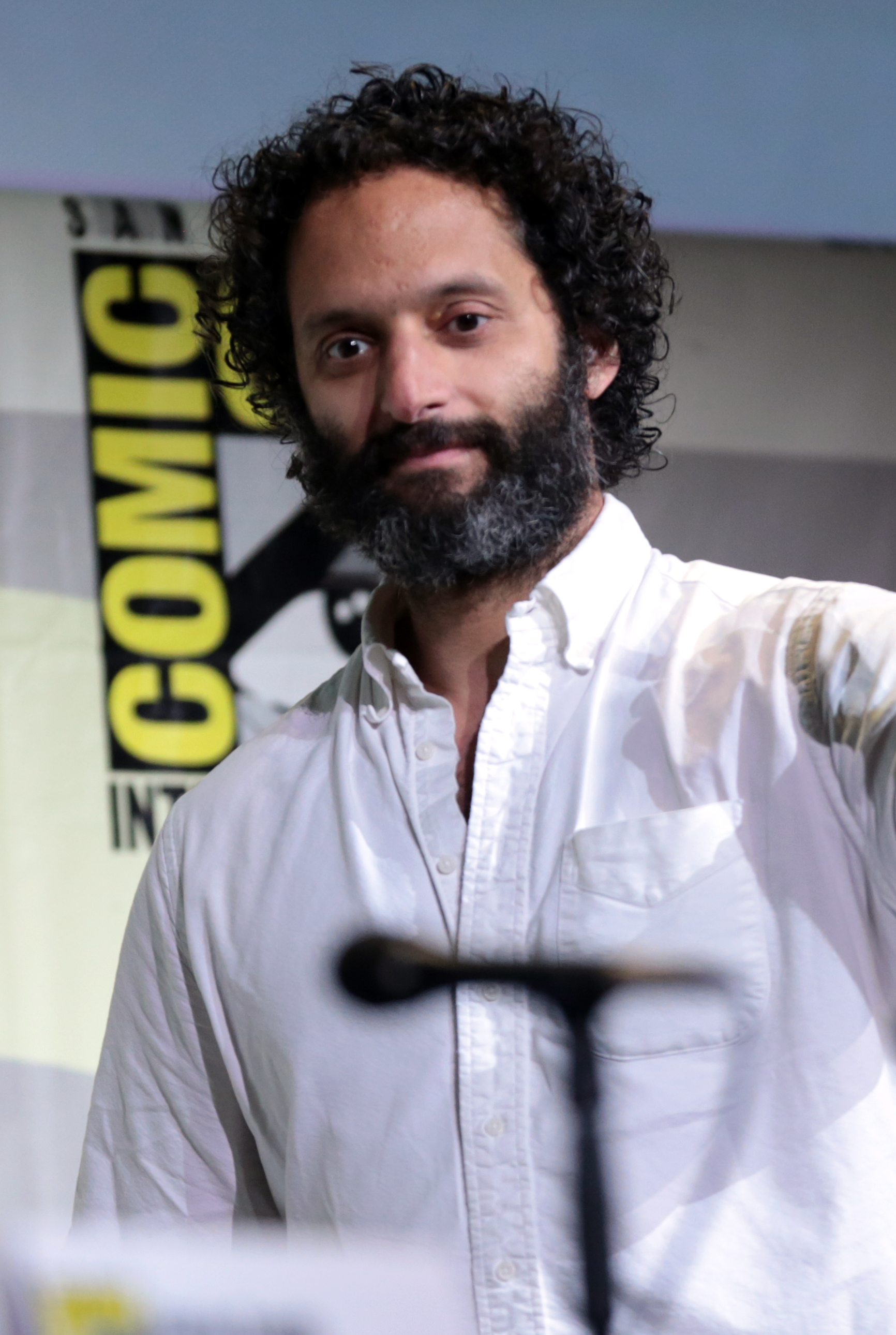
Jason Mantzoukas (* 1972)

- Mantzsch, Jörg (* 1953), deutscher Heraldiker und Grafiker